# Depresión psicótica
La depresión psicótica o depresión psicótica mayor (PMD según sus siglas en inglés) es un tipo de depresión cuyos síntomas y tratamiento difieren del trastorno depresivo mayor (NPMD, en inglés "depresión mayor no-psicótica"). Se estima que la depresión psicótica afecta a un 0,4% de la población (o una de cada 250 personas). Quienes la padecen frecuentemente experimentan ideas delirantes (también conocidas por la palabra inglesa delusions), es decir, creencias o sentimientos equivocados o sin ninguna base. 
La depresión psicótica es en ocasiones confundida con el trastorno esquizoafectivo, la esquizofrenia y otros trastornos psicóticos. Los pacientes bipolares pueden padecerla en sus estadios depresivos. La depresión psicótica suele ser episódica, presentándose durante un período definido de tiempo, pero en algunos casos puede ser crónica. Posee características biológicas propias, que han dado lugar a tratamientos innovadores. Aunque es frecuentemente tratada con una combinación de antidepresivos y antipsicóticos, se han desarrollado nuevos tratamientos encaminados más directamente a combatir la fisiopatología de la enfermedad.

## Fisiopatología
Hay un cierto número de características biológicas que pueden distinguir la depresión psicótica de la no-psicótica. La diferencia más significativa es la presencia de una alteración en el eje hipotalámico-hipofisario (HHA). Está además asociada a trastornos del sueño, euforia, hiperactividad y cambios en la función de algunas áreas cerebrales. Por último, se ha observado una mayor incidencia de depresión psicótica en zonas de mayor presión barométrica.

## Cuadro Clínico
La presencia de síntomas psicóticos es una característica definitoria de la depresión psicótica, un tipo grave de depresión clínica. Los delirios y las alucinaciones se encuentran entre los síntomas de la psicosis. A continuación se describe el cuadro clínico típico de la depresión psicótica.
1. Síntomas de depresión grave: la depresión mayor y la depresión psicótica tienen muchos de los mismos síntomas. Las personas pueden sufrir tristeza extrema, anhedonia (pérdida de interés o placer en actividades que antes disfrutaban), agotamiento, cambios en el apetito, insomnio (insomnio) o hipersomnia (dormir demasiado), sentimientos de inutilidad, culpa excesiva y dificultad para concentrarse. En comparación con los síntomas de depresión más típicos, estos síntomas depresivos son más graves.
2. Alucinaciones: Son percepciones falsas que no están basadas en la realidad. Las alucinaciones auditivas son comunes en la depresión psicótica; quienes la padecen pueden escuchar voces que les dicen qué hacer, criticándolas o insultándolas. Estas voces se originan internamente, no externamente. Son productos de la mente.
3. Delirios: Los delirios son creencias erróneas e inmutables que se resisten a la razón o a la evidencia lógica. Los delirios asociados con la culpa, la ruina financiera, una enfermedad grave o la creencia de que son la causa de un evento negativo importante pueden ocurrir en la depresión psicótica.
4. Aislamiento social: Atormentadas por sentimientos de culpa o ansiedad de que otros no comprendan sus experiencias psicóticas, las personas con depresión psicótica con frecuencia se retiran de la sociedad.
5. Agitación o retraso psicomotor: las personas que sufren de agitación psicomotora pueden tener dificultades para permanecer inmóviles y restringidos. El retraso psicomotor, que provoca una marcada desaceleración en el pensamiento y el movimiento, también puede afectar a otras personas.
6. Riesgo de suicidio: debido a la gravedad de sus síntomas y la posibilidad de desesperanza, las personas con depresión psicótica tienen un riesgo notablemente mayor de quitarse la vida.

## Historia del tratamiento
Anteriormente al descubrimiento de la terapia electroconvulsiva en los años 1930, se observaban frecuentemente pacientes que experimentaban depresión e ideas delirantes con una pobre respuesta a los tratamientos. La terapia electroconvulsiva parecía tener efectos similares en pacientes depresivos con o sin síntomas psicóticos. El interés por la depresión psicótica aumentó cuando los antidepresivos tricíclicos empezaron a estar disponibles, dado que mientras que las depresiones no-psicóticas respondían a este tratamiento, las psicóticas no lo hacían. En los últimos cuarenta años ha habido un renovado interés. La FDA está considerando crear un nuevo tipo de fármacos, según los investigadores van conociendo más acerca de la enfermedad.
Muchos estudios sugieren diferencias en el tratamiento de estas dos depresiones. Las no-psicóticas responden más fácilmente al placebo que las psicóticas. Además, las psicóticas suelen requerir la combinación de antidepresivos y antipsicóticos. Estudios recientes apuntan una tasa de respuesta del 80-90% al tratamiento combinado.

## Protocolos de tratamiento establecidos
Aunque existe alguna evidencia de que la farmacoterapia con inhibidores selectivos de la recaptación de serotonina y antidepresivos tricíclicos puede ser efectiva en la depresión psicótica, con frecuencia estos pacientes no responden a la monoterapia, necesitando una combinación de antidepresivos y antipsicóticos.
La terapia electroconvulsiva, junto con la combinación antidepresivos-antipsicóticos, es el otro tratamiento establecido. La terapia electroconvulsiva ha resultado ser el tratamiento más fiable en la mejora de los síntomas, por encima de la terapia farmacológica. Sin embargo, su estigma, coste y efectos adversos la convierten en un tratamiento de segunda o tercera línea excepto en circunstancias especiales. 